# Ardisia impressa
Ardisia impressa är en viveväxtart som beskrevs av Harold Roy Fletcher. Ardisia impressa ingår i släktet Ardisia och familjen viveväxter. Utöver nominatformen finns också underarten A. i. grandiens.